# Фолк рок
Фолк рок је музички жанр који комбинује фолк и рок музику. У свом најранијем и најужем смислу, израз се односи на жанр који је настао у Сједињеним Америчким Државама и Великој Британији средином 1960.-их. Пионири жанра су бенд из Лос Анђелеса Брдси, који су почели да свирају традиционалну народну музику у рок маниру, и Боб Дилан који је писао материјал за рок инструменте, под великим утицајем Битлса и других британских бендова. Појам "фолк рок" је прва сковала музичка штампа у САД да опише музику Брдса у јуну 1965, исти месец када је деби албум бенда издат. Излазак Брдсове ковер верзије Дилановог Mr. Tambourine Man и његов каснији комерцијални успех је иницирао фолк експлозију средином 1960-их. Дилан је и сам био утицајан на жанр, посебно његови снимци са електричним рок бендом на Bringing It All Back Home, Highway 61 Revisited и Blonde on Blond албумима. Диланов наступ 25. јула 1965. на "Њупорт Фолк фестивалу" са електричним пратећим бендом се такође сматра пресудним тренутком у развоју фолк рока.
У препорду америчке фолк рок музике, овај музички жанр има педходнике у бит музици Битлса и других бендова "Британске инвазије", Енималсовог великог хита "The House of the Rising Sun", а писање текстова под фолк утицајем Беау Брумелса. Конкретно, фолк утицај се огледа у песмама Битлса као што су "I'm a Loser" и "You've Got to Hide Your Love Away", које су утицале на фолк рок. На репертоару већине фолк рок дела се осећа утицај како народних извора, тако и кантаутора као што је Дилан. Музички, за жанр су карактеристичне јасне вокалне хармоније и релативно "чист" (без ефеката и дисторзије) приступ електричним инструментима, као што је био код Брдса. Овај џангли звук гитаре је кориштен за музику "Трагача" и на снимцима Битлса током 1964. и 1965. на којима је Џорџ Харисон користио Рикенбејкер гитару са дванаест жица.